# ماكو (أفاتار)
ماكو (馬高 ما غاو) (بالإنجليزية: Mako)‏ هو شخصية رئيسية في مسلسل نكلوديون للرسوم المتحركة أسطورة كورا. الشخصية والمسلسل قد ابتكرهما مايكل دانتي ديمارتينو و‌براين كونيزكو واللذان قد صنعا مسلسل آفاتار: أسطورة أنج الذي سبق هذا المسلسل. الشخصية قد أداها صوتيًا ديفيد فاوستينو. ولأن ماكو مسخر نار، فإنه يستطيع إشعالها والتلاعب بها. ماكو لديه أيضًا قدرة توليد البرق وإعادة توجيهه. الشخصية قد سُميت تكريمًا لماكو إيواماتسو الذي أدى صوتيًا شخصية أيروه، وهو شخصية مساعدة رئيسية في مسلسل أفاتار: أسطورة آنج.

## وصلات خارجية
- ماكو في موقع نيك
- ماكو في قاعدة بيانات الأفلام على الإنترنت